# Niutou He
Niutou He (kinesiska: 牛头河) är ett vattendrag i Kina. Det ligger i provinsen Gansu, i den nordvästra delen av landet, omkring 260 kilometer sydost om provinshuvudstaden Lanzhou.
Genomsnittlig årsnederbörd är 809 millimeter. Den regnigaste månaden är september, med i genomsnitt 158 mm nederbörd, och den torraste är december, med 3 mm nederbörd.